# Eblisia convexa
Eblisia convexa är en skalbaggsart som beskrevs av Lewis 1889. Eblisia convexa ingår i släktet Eblisia och familjen stumpbaggar. Inga underarter finns listade i Catalogue of Life.